# 마이크 데이
마이클 "마이크" 데이(영어: Michael "Mike" Day, 1984년 10월 19일~)는 미국의 자전거 경기 선수로 주 종목은 BMX이다. 베이징에서 열린 2008년 하계 올림픽 사이클 BMX 종목에서 은메달을 획득하였다.